# Henry E. Rohlsen Airport
Henry E. Rohlsen Airport (IATA: STX, ICAO: TISX) er en civil amerikansk lufthavn beliggende ca. 10 km sydvest for Christiansted på øen St. Croix i den amerikanske ø-gruppe Jomfruøerne.
Lufthavnen er opkaldt efter Henry E. Rohlsen, en indfødt fra St. Croix, tjenstgørende, under anden verdenskrig, i en gruppe kaldet, the Tuskegee Airmen, som omfattede en gruppe sorte jager-piloter i 332nd Fighter Group, United States Army Air Force (USAAF). 
Lufthavnen er en lille international lufthavn som primært betjener fly, som opererer i Caribien og har kapacitet til at håndtere fly op til Boeing 747-størrelse. I 2010 ankom der 148.556 passagerer til lufthavnen.
Tidligere navn på lufthavnen var Alexander Hamilton International Airport.